# Luz sin freno
«Luz sin freno» es una canción compuesta en 1995 por el músico argentino Luis Alberto Spinetta, interpretada por la banda Spinetta y los Socios del Desierto en el álbum homónimo de 1997, primero de la banda y 25º en el que tiene participación decisiva Spinetta. 
Spinetta y los Socios del Desierto fue un trío integrado por Marcelo Torres (bajo), Daniel Wirtz (batería) y Luis Alberto Spinetta (guitarra y voz).

## Contexto
El tema pertenece al álbum doble Spinetta y los Socios del Desierto, el primero de los cuatro álbumes de la banda homónima, integrada por Luis Alberto Spinetta (voz y guitarra), Marcelo Torres (bajo) y Daniel Wirtz (batería). El trío había sido formada en 1994 a iniciativa de Spinetta, con el fin de volver a sus raíces roqueras, con una banda de garaje. Los Socios ganaron una amplia popularidad, realizando conciertos multitudinarios en Argentina y Chile.
El álbum doble Spinetta y los Socios del Desierto ha sido considerado como una "cumbre" de la última etapa creativa de Luis Alberto Spinetta. El álbum fue grabado en 1995, pero recién pudo ser editado en 1997, debido a la negativa de las principales compañías discográficas, a aceptar las condiciones artísticas y económicas que exigía Spinetta, lo que lo llevó a una fuerte confrontación pública con las mismas y algunos medios de prensa.
El disco coincide con un momento del mundo caracterizado por el auge de la globalización y las atrocidades de la Guerra de Bosnia -sobre la cual el álbum incluye un tema-. En Argentina coincide con un momento de profundo cambio social, con la aparición de la desocupación de masas -luego de más de medio siglo sin conocer el fenómeno, la criminalidad -casi inexistente hasta ese momento-, la desaparición de la famosa clase media argentina y la aparición de una sociedad fracturada, con un enorme sector precario y marginado, que fue la contracara del pequeño sector beneficiado que se autodenominó como los "ricos y famosos".

## El tema
El tema es el sexto track del Disco 1 del álbum doble. Un tema lento, de formato acústico y "aire jazzero", que contrasta por ello con el sonido áspero habitual de la banda, definido por el propio Spinetta como un "aserradero sinfónico". Gabriel Lisi ve la influencia de The Police en "la sonoridad flotante y abierta" del tema.
La letra está relatada en segunda persona: Spinetta le habla a una mujer, sobre sus ojos. Comienza contándole que "algo viene de tus ojos", algo que siente como "un remanso de aguas tan tibias donde dejarse ir", para finalizar la estrofa con una situación potencial: "acaso no sabría volver". Cada estrofa tiene la misma estructura y finaliza con un potencial similar. Le transmite también que desea "llegar hasta allí" y que si eso pasara, "todo lo que sabía se esfumó... y entonces no podría aprender". La respuesta a eso que sucede es siempre la misma: "¿Ves? Solo es la luz sin freno".  

Toda la verdad
quedó atrapada en tus pestañas de coral
¿Por que? 
Y acaso no sabría mirar

(...)
Ves, solo es la luz sin freno.
Ves, solo es la luz sin freno
"Luz sin freno" (fragmento)

La canción reúne dos de los temas más recurrentes de la poesía de Spinetta: la luz y los ojos.

En mis canciones nombro la palabra "luz" doscientas mil veces.
Luis Alberto Spinetta